# Ralph Pearson
Pour les articles homonymes, voir Pearson.
Ralph Gottfrid Pearson (12 janvier 1919 - 12 octobre 2022) est un physico- chimiste inorganique américain surtout connu pour le développement du concept des acides et bases durs et mous (HSAB).

## Biographie
Il obtient son doctorat en chimie physique en 1943 de l'Université Northwestern et enseigne la chimie à la faculté Northwestern de 1946 à 1976, date à laquelle il part à l'Université de Californie à Santa Barbara (UCSB). Il prend sa retraite en 1989 mais reste actif dans la recherche en chimie inorganique théorique jusqu'à sa mort,.
En 1963, il propose la théorie qualitative des acides et bases durs et mous (HSAB) dans une tentative d'unifier les théories de la réactivité en chimie inorganique et organique. Dans cette théorie, "dur" s'applique aux espèces qui sont petites, ont des états de charge élevés et sont faiblement polarisables. "Soft" s'applique aux espèces qui sont grandes, ont des états de charge faibles et sont fortement polarisables. Les acides et les bases interagissent, et les interactions les plus stables sont dures-dures et molles-molles.
En 1958, Pearson et Fred Basolo, son collègue de Northwestern, écrivent la monographie "Mechanisms of Inorganic Reactions", qui intègre des concepts de la Théorie du champ de ligands et de la chimie organique physique et signale un passage de la chimie de coordination descriptive à une science plus quantitative. Avec un autre collègue de Nothwestern, Arthur Atwater Frost, Pearson écrit en 1961 un autre texte classique, Kinetics and Mechanism : A Study of Homogeneous Chemical Reactions  (ISBN 9780471283478).
En 1983, en collaboration avec Robert Ghormley Parr, il affine la théorie HSAB en une méthode quantitative en calculant des valeurs de "dureté absolue" à l'aide de la théorie de la fonctionnelle de la densité, une méthode approximative en mécanique quantique moléculaire. Ce concept de "dureté absolue" est ensuite lié au concept d'électronégativité (absolue). Pearson est décédé le 12 octobre 2022, à l'âge de 103 ans.